# 唐惠民
唐惠民（？—？），是一名曾經活躍於於中華民國的情報人員。

## 生平
唐惠民曾原先为中统上海区情报员，后被李士群招募，成为丁默邨與李士群之手下。
1932年下旬，反共旬刊《社會新聞》於上海開始發行，丁默邨掛名負責人，唐惠民與李士群任編輯。
唐惠民曾加入汪精衛政權下的特工系統並任担任中国国民党中央执行委员会特务委员会特工总部副主任。